# Wilhelm II z Montferratu
Wilhelm II (ur. w X wieku - zm. przed 951 lub przed 967 rokiem) – markiz Montferratu jako współregent swojego ojca Aleramo.
Był najstarszym synem Aleramo z pierwszego małżeństwa z nieznaną z pochodzenia kobietą. Jego dziadek Wilhelm I z Montferratu zmarł między 961 a 967 rokiem, ale już w 938 roku przekazał władzę Aleramo. W nieznanym momencie po tej dacie Wilhelm II został jego koregentem. Dokument fundacyjny klasztoru z 951 roku wspomina pro anime nostre et quondam Gulielmi qui fuit filius et filiaster atque germanus noster seu parentum nostrum mercede, co niektórzy interpretują jako poświadczenie, że Wilhelm II już wówczas nie żył. Z pewnością nie było go wśród żywych, gdy jego młodszy brat Otto I w 967 roku objął władzę jako koregent lub samodzielnie. Między 967 a 991 rokiem nie jest jasne, czy Aleramo jeszcze rządził czy już nie żył - wiadomo jednak, że u władzy nie było potomków Wilhelma II, który wobec tego prawdopodobnie się nie ożenił. Młodszym bratem markiza był także Anzelm (zm. 999/1014), markiza Saluzzo i Vasto.